# Церковь Воскресения (Нерехта)
Храм Воскресения Христова (Варваринская церковь) — православный храм в городе Нерехте Костромской области, построенный в 1770—1787 годах в стиле позднего барокко по проекту архитектора Степана Воротилова.

## История храма
Двухэтажная церковь Воскресения была построена в 1770—1787 годах по проекту местного архитектора Степана Андреевича Воротилова взамен обветшавшей деревянной церкви. Проект церкви Воскресения стал первой самостоятельной работой Воротилова за пределами родного посада Большие Соли. Строительство церкви растянулось на 17 лет из-за недостатка средств. Верхний летний храм был освящен в честь Воскресения Христова, а нижний зимний — в честь великомученицы Варвары (в связи с чем церковь нередко называют Варваринской).
В конце XVIII в. к церкви с северной стороны было пристроено крыльцо с ведущей на второй этаж трехмаршевой лестницей, позже разобранное при перестройках в середине XIX в. В 1795 г. был расписан верхний храм. В середине XIX в. производится ремонт, в ходе которого было разобрано северное крыльцо, а на его месте сделана двухэтажная пристройка. В это же время обновляются росписи церкви, а в верхнем храме устанавливается резной золоченый иконостас. В конце XIX в. церковь обносится металлической оградой с воротами.
В советское время были снесены глава церкви и два верхних яруса колокольни, уничтожена ограда. Сама церковь была приспособлена под жилье, чему сопутствовало сооружение в ней деревянных перекрытий и многочисленных перегородок.

## Архитектура
Церковь Воскресения является первым в Нерехте образцом барочного храма. Она построена кораблем и представляет из себя восьмерик на четверике. Фасады церкви прорезаны многочисленными окнами с одинаковыми рамочными наличниками с ушами и сережками и лучковым сандриком в завершении. Под подоконниками окон второго этажа расположены филенки. Оба этажа храма в своем завершении имеют многообломный карниз. По вертикали фасады членятся поэтажными пилястрами: сдвоенными по углам четверика, в простенках окон притвора, апсиды и восьмерика и одинарными между окнами четверика.

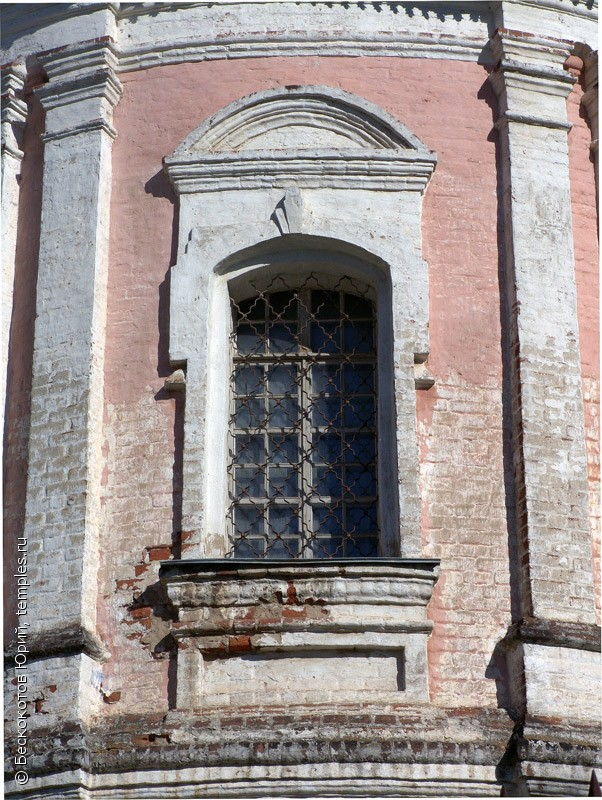
Окно с барочным наличником

Купол восьмерика прорезан расположенными на каждой грани овальными люкарнами, часть из которых ложные. Они завершаются дуговыми кровельками. Расположенный на куполе восьмигранный барабан украшен декоративной чешуйчатой главкой. На основных гранях барабан декорирован ложными арочными окошками с барочными наличниками, а на диагональных — сдвоенными пилястрами, поддерживающими профилированный карниз.

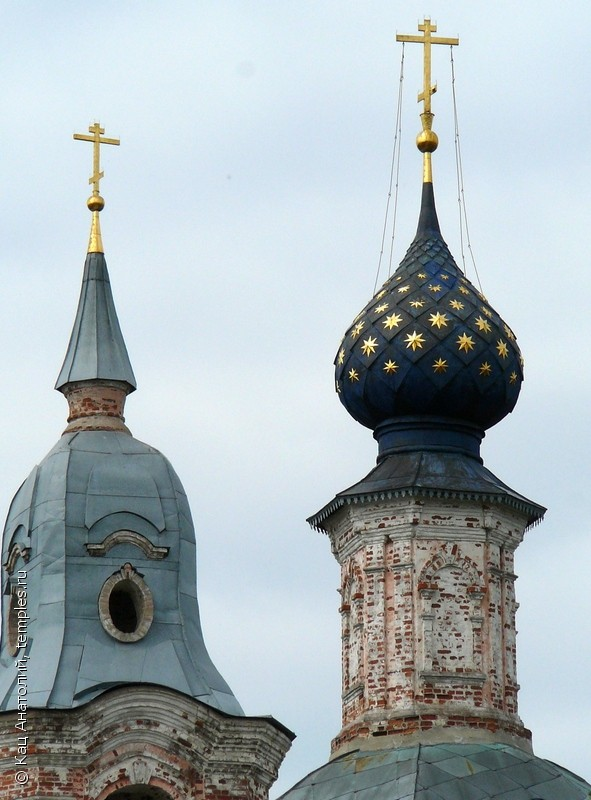
Завершение колокольни и главка восьмерика

Наиболее выразительной частью церкви является колокольня с характерным для Воротилова колоколообразным завершением. Верхний ярус притвора, служащий основанием колокольни, с трех сторон украшен треугольными фронтонами. Два яруса звонов завершаются изящными профилированными карнизами, изгибающимися над арками звона, которые обрамлены сдвоенными пилястрами. В верхнем ярусе звонов срезаны углы и на их место помещены одинарные пилястры. Колоколообразный купол прорезан четырьмя овальными люкарнами с миниатюрными замками и лучковыми бровками.
Церковь Воскресения — первая церковью, полностью построенная по проекту Воротилова — стала первым барочным храмом Нерехты. Предшествовавшие каменные церкви Нерехты, строительство которых началось в конце XVII в., были ориентированы на допетровскую традицию культового зодчества. Однако новаторский для Нерехты проект Воротилова был создан эпоху заката барочного стиля и постепенного перехода к классицизму. Этот переход отразится в более поздних постройках архитектора, ярче всего — в церкви Преображения в Нерехте. Неизменной характерной чертой стиля Воротилова будет оставаться колоколообразное завершение колокольни, отступления от которого будут крайне редки.

## Интерьер
Из-за того, что в советское время внутреннее пространство церкви было приспособлено под жилые помещения, оригинальные интерьеры плохо сохранились. В том числе был утрачен резной золоченый иконостас, выполненный в середине XIX века костромскими мастерами Андреем Денисовым и Петром Михайловым. Вместо него в ходе реставрации 1990-х годов был установлен двухъярусный иконостас с аттиком, перевезенный из Троицкой церкви села Красного-Сумароковых. Он выполнен во второй половине XIX века в стиле позднего классицизма с элементами эклектики. В верхнем храме частично сохранились росписи середины XIX века, поновленная в конце XIX века с частичной заменой сюжетных композиций.

## Современное состояние
В 1987—1995 годах была произведена реставрация церкви Воскресения по проекту архитектора С. В. Демидова: возведены два верхних яруса колокольни и главка над восьмериком, восстановлена церковная ограда. В 1990—1995 годах силами Московской областной реставрационной мастерской и Костромской реставрационной мастерской были отреставрированы росписи в верхнем храме и установлен новый иконостас взамен утерянного.